# Rang De Basanti
Rang De Basanti (tiếng Hindi: रंग दे बसऩती; tạm dịch: Hãy vẽ tôi bằng màu sắc mùa xuân) là một bộ phim Ấn Độ được soạn kịch bản, sản xuất và đạo diễn bởi Rakeysh Omprakash Mehra, và đồng soạn kịch bản với Rensil D'Silva.
Phim có sự góp mặt của dàn diễn viên Ấn Độ gạo cội như Aamir Khan, Siddharth Narayan, Soha Ali Khan, Kunal Kapoor, R. Madhavan, Sharman Joshi, Atul Kulkarni và Alice Patten trong vai chính. Phim được quay trong và ở các vùng xung quanh New Delhi. Phim đạt doanh thu ₹250 triệu (US$3,9 million). Khi công chiếu, phim đã phá vỡ toàn bộ các kỉ lục phòng chiếu trong lịch sử điện ảnh Ấn Độ. Phim đã từng là phim có doanh thu cao nhất trong tuần công chiếu đầu tiên ở Ấn Độ và cũng là phim có doanh thu ngày đầu cao nhất. Phim đã được công chúng đón nhận và hưởng ứng nhiệt liệt bởi những thước phim và cảnh thoại mạnh mẽ.
Câu chuyện xoay quanh năm chàng trai trẻ từ Delhi, cuộc sống và nhận thứ của họ đã thay đổi khi họ thực hiện một bộ phim tài liệu về năm nhà cách mạng đấu tranh tự do của Ấn Độ. Động lực và cảm hứng từ những nhà hoạt động tự do, họ ám sát Bộ trưởng Bộ Quốc phòng Ấn Độ do những hoạt động tham nhũng của ông, có dính líu đến cái chết của bạn họ, một phi công Không quân.
Phim đã ra mắt toàn cầu vào ngày 26 tháng 1 2006, Ngày Dân chủ Ấn Độ. Phim nhận được những đánh giá chuyên môn tích cực, thắng Giải Điện ảnh Quốc gia cho hạng mục Phim phổ biến Xuất sắc nhất, Phim điện ảnh hay nhất tại giải Filmfare. Phim nhận đề cử hạng mục Phim tiếng nước ngoài xuất sắc nhất tại giải điện ảnh Anh Quốc BAFTA. Rang De Basanti được chọn là phim chính thức thức cho các hạng mục của giải Giải Quả cầu vàng và Giải Oscar cho hạng mục tương tự dù phim không có khả năng được nhận đề cử. Tuy vậy, phần nhạc phim do A. R. Rahman thực hiện cũng được đánh giá cao, đã được chọn ra hai bài hát cho đề cử nhạc phim của giải Oscar.
Rang De Basanti nhận được đánh giá cao từ giới chuyên môn và khán giả về phần sản xuất giá trị, phìm cũng có những ảnh hưởng đáng kể trong đời sống người Ấn Độ đến nay.